# Altus (Oklahoma)
Altus település az Amerikai Egyesült Államok Oklahoma államában, Jackson megyében, melynek megyeszékhelye is. Lakosainak száma 18 729 fő (2020. április 1.).

## Népesség
A település népességének változása:

| 2010 | 19 813 |
| 2020 | 18 729 |